# Бачки Брестовац
Бачки Брестовац (мађ. Szilberek) је село у општини Оџаци, у Западнобачком округу, у Србији. Према попису из 2022. било је 2196 становника.

## Историја
Од турског периода, па до краја XVIII века на простору Брестовца мењали су се становници, мењао се карактер насеља, његова улога и значај. Малено село са неколико православних породица и околним насељима Прекајом, Сент Каталином и Зат-брезом нестало је након страховитих борби у време ослобађања краја од Турака и касније у доба пустошења Ракоцијевих куруца. Оснивањем Војне границе обновљено је укључивањем у Сомборску милицију, а насељено 1716. године првим крајишким породицама чији је број до развојачења нарастао на преко 180. Поред милитарских фамилија у Брестовцу су живели и цивили, али су управа, функционисање и организација живота били чисто војнички. Према попису православних парохија у Бачкој из 1733. године Брестовац има 150 српских домова и шест православних свештеника. Свештеници су били: Михаил Поповић, Павел Георгијевић, Алекса Бркић, Тимотеј Поповић, Василије Максимовић и Петар Поповић.
Године 1745. место је демилитаризовано. граничари су га делом напустили, неки су остали, понеко је неодлучан шта да учини годинама оклевао. Истовремено са расељавањем текло је и досељавање из мочварних и напуштених места Пашинаде и Букчиновића, затим из Станишића, Стапара и прекодунавских места. Становништво је углавном живело од земљорадње и сточарства, што ће кроз цео XVIII век остати доминантне привредне делатности. Гајене су разне врсте житарица, врло добра кудеља, баштенске биљке, а стада на пашњацима бројала су знатну рогату и ситну марву. Брестовац је економски врло рано стекао солидну основу. Ипак суше, поплаве подземне воде, непогоде су често уништавале летину и сељака бацали на почетак и у очај.
Феудална давања властелину, т. ј. Дворској комори, до 1770. године регулисана су према Трауновом урбару, а након терезијанске урбаријалне регулације новим урбаром који је све до укидања 1848. године трпео модификације због непрактичности на терену. Постепено село је, и поред великих давања држави и властелинству, успело да ојача. Имало је цркву школу, општинску кућу, нотарску кућу, квартир и болницу за војнике, суваче механе. Имао је и учитеља и пароха, чак тројицу, занатлије и строге локалне прописе. Куће су грађене од чвршћег материјала, а живот је постао угоднији. Дакле, велике радне и делом натуралне обавезе постепено су, због непрекидних жалби кметова, морале бити ревидиране. Колико је спора администрација и колико се отезало са разматрањем приспелих приговора, односно доношењем решења за начињене грешке, видљиво је из ефеката закаснелих одговора надлежних инстанци: 1784. године Брестовчани са резигнацијом саопштавају да су се 1778. тужили на прекомерне кулуке, али да сада, 1784. године, нису више у стању одговорити ко је и са колико работних дана оптерећен.
За време цара Јосифа другог уследило је насељавање Немаца. Стотинак породица насељеника долазили су низ Дунав до Апатина. Одатле су ишли за Брестовац и стигли на пролеће 1786.
Из знакова на брестовачким печатима и из спискова даје се закључити да су тадашњи Брестовчани, као што су уосталом и данас, по занимању били земљорадници и сточари. Занатлија и трговаца било је у оно време само толико колико их је баш требало у селу за тадашњи примитивни живот земљорадника и сточара. Једина биртија у селу била је спахијска и издавана је у закуп с времена на време.
После првог светског рата Брестовац је добио садашњи назив, да би се разликовао од осталих места са истим именом. У два наврата (од 1904-1920. и 1941-1944.) село носи мађарско име Szilberek.
У месту је 1937. године реконструисана православна црква, највише заслугом протонамесника Станка Протића. Тај храм потиче из 1743. године. За време априлског рата у Бачком Брестовцу мађарски авиони бацили су бомбе на само село, због наводног напада "четника" на мађарске војнике, којом је приликом разорено неколико немачких кућа.
У Бачком Брестовцу данас, већину становништва чине Срби, из Лике, Република Хрватска. Они су се досељавали у два наврата, 1945. и 1995. године, са подручја Бриња и Kоренице.
Овде се налази Српска православна црква Св. Петра и Павла у Бачком Брестовцу.

## Спорт
Овде се налази ФК БСК Бачки Брестовац.

## Демографија
Према попису из 2011. било је 2819 становника (према попису из 2002. било је 3469 становника). У насељу има 1079 домаћинства, а просечан број чланова по домаћинству је 2,61.
У насељу Бачки Брестовац је 2002. живело 2826 пунолетних становника, а просечна старост становништва износила је 43,5 година (41,2 код мушкараца и 45,7 код жена).
Ово насеље је углавном насељено Србима (према попису из 2002. године), а у последња четири пописа, примећен је пад у броју становника.
|  |

| Демографија | Демографија | Демографија |
| Година      | Становника  | Становника  |
| ----------- | ----------- | ----------- |
| 1948.       | 5.991       |             |
| 1953.       | 5.795       |             |
| 1961.       | 5.226       |             |
| 1971.       | 4.589       |             |
| 1981.       | 3.876       |             |
| 1991.       | 3.737       | 3.453       |
| 2002.       | 3.469       | 3.698       |
| 2011.       | 2.819       | 2.930       |

| Етнички састав према попису из 2002.‍ | Етнички састав према попису из 2002.‍ | Етнички састав према попису из 2002.‍ | Етнички састав према попису из 2002.‍ | Етнички састав према попису из 2002.‍ |
| ------------------------------------ | ------------------------------------ | ------------------------------------ | ------------------------------------ | ------------------------------------ |
|                                      |                                      |                                      |                                      |                                      |
| Срби                                 | Срби                                 |                                      | 3.101                                | 89,39%                               |
| Роми                                 | Роми                                 |                                      | 35                                   | 1,00%                                |
| Хрвати                               | Хрвати                               |                                      | 29                                   | 0,83%                                |
| Југословени                          | Југословени                          |                                      | 22                                   | 0,63%                                |
| Мађари                               | Мађари                               |                                      | 7                                    | 0,20%                                |
| Македонци                            | Македонци                            |                                      | 6                                    | 0,17%                                |
| Албанци                              | Албанци                              |                                      | 6                                    | 0,17%                                |
| Црногорци                            | Црногорци                            |                                      | 5                                    | 0,14%                                |
| Немци                                | Немци                                |                                      | 2                                    | 0,05%                                |
| Украјинци                            | Украјинци                            |                                      | 1                                    | 0,02%                                |
| Словенци                             | Словенци                             |                                      | 1                                    | 0,02%                                |
| Словаци                              | Словаци                              |                                      | 1                                    | 0,02%                                |
| Румуни                               | Румуни                               |                                      | 1                                    | 0,02%                                |
| Муслимани                            | Муслимани                            |                                      | 1                                    | 0,02%                                |
| Буњевци                              | Буњевци                              |                                      | 1                                    | 0,02%                                |
| непознато                            | непознато                            |                                      | 236                                  | 6,80%                                |

| \| \| м \| \| \| ж \| \| ? \| 12 \| \| \| 9 \| \| 80+ \| 23 \| \| \| 70 \| \| 75—79 \| 37 \| \| \| 110 \| \| 70—74 \| 121 \| \| \| 167 \| \| 65—69 \| 131 \| \| \| 153 \| \| 60—64 \| 126 \| \| \| 141 \| \| 55—59 \| 61 \| \| \| 91 \| \| 50—54 \| 109 \| \| \| 93 \| \| 45—49 \| 133 \| \| \| 114 \| \| 40—44 \| 131 \| \| \| 114 \| \| 35—39 \| 134 \| \| \| 127 \| \| 30—34 \| 92 \| \| \| 88 \| \| 25—29 \| 88 \| \| \| 67 \| \| 20—24 \| 99 \| \| \| 98 \| \| 15—19 \| 124 \| \| \| 112 \| \| 10—14 \| 116 \| \| \| 103 \| \| 5—9 \| 80 \| \| \| 77 \| \| 0—4 \| 54 \| \| \| 64 \| \| Просек : \| 41,2 \| \| \| 45,7 \| |      |  |  |      |
| |      |  |  |      |
| | м    |  |  | ж    |
| ? | 12   |  |  | 9    |
| 80+ | 23   |  |  | 70   |
| 75—79 | 37   |  |  | 110  |
| 70—74 | 121  |  |  | 167  |
| 65—69 | 131  |  |  | 153  |
| 60—64 | 126  |  |  | 141  |
| 55—59 | 61   |  |  | 91   |
| 50—54 | 109  |  |  | 93   |
| 45—49 | 133  |  |  | 114  |
| 40—44 | 131  |  |  | 114  |
| 35—39 | 134  |  |  | 127  |
| 30—34 | 92   |  |  | 88   |
| 25—29 | 88   |  |  | 67   |
| 20—24 | 99   |  |  | 98   |
| 15—19 | 124  |  |  | 112  |
| 10—14 | 116  |  |  | 103  |
| 5—9 | 80   |  |  | 77   |
| 0—4 | 54   |  |  | 64   |
| Просек : | 41,2 |  |  | 45,7 |

| Година пописа     | 1948. | 1953. | 1961. | 1971. | 1981. | 1991. | 2002. |
| ----------------- | ----- | ----- | ----- | ----- | ----- | ----- | ----- |
| Број домаћинстава | 1.257 | 1.295 | 1.419 | 1.353 | 1.266 | 1.192 | 1.264 |

| Број чланова      | 1   | 2   | 3   | 4   | 5  | 6  | 7 | 8 | 9 | 10 и више | Просек |
| ----------------- | --- | --- | --- | --- | -- | -- | - | - | - | --------- | ------ |
| Број домаћинстава | 319 | 357 | 181 | 237 | 97 | 61 | 5 | 4 | 3 | 0         | 2,74   |

| Пол    | Укупно | Неожењен/Неудата | Ожењен/Удата | Удовац/Удовица | Разведен/Разведена | Непознато |
| ------ | ------ | ---------------- | ------------ | -------------- | ------------------ | --------- |
| Мушки  | 1.421  | 436              | 858          | 78             | 33                 | 16        |
| Женски | 1.554  | 260              | 863          | 384            | 36                 | 11        |
| УКУПНО | 2.975  | 696              | 1.721        | 462            | 69                 | 27        |

| Пол    | Укупно                    | Пољопривреда, лов и шумарство | Рибарство                            | Вађење руде и камена | Прерађивачка индустрија       |
| ------ | ------------------------- | ----------------------------- | ------------------------------------ | -------------------- | ----------------------------- |
| Мушки  | 630                       | 226                           | 0                                    | 0                    | 164                           |
| Женски | 375                       | 162                           | 0                                    | 0                    | 75                            |
| Укупно | 1.005                     | 388                           | 0                                    | 0                    | 239                           |
|        |                           |                               |                                      |                      |                               |
| Пол    | Производња и снабдевање   | Грађевинарство                | Трговина                             | Хотели и ресторани   | Саобраћај, складиштење и везе |
| Мушки  | 7                         | 25                            | 30                                   | 8                    | 98                            |
| Женски | 0                         | 2                             | 41                                   | 8                    | 5                             |
| Укупно | 7                         | 27                            | 71                                   | 16                   | 103                           |
|        |                           |                               |                                      |                      |                               |
| Пол    | Финансијско посредовање   | Некретнине                    | Државна управа и одбрана             | Образовање           | Здравствени и социјални рад   |
| Мушки  | 1                         | 2                             | 21                                   | 9                    | 7                             |
| Женски | 4                         | 1                             | 7                                    | 25                   | 26                            |
| Укупно | 5                         | 3                             | 28                                   | 34                   | 33                            |
|        |                           |                               |                                      |                      |                               |
| Пол    | Остале услужне активности | Приватна домаћинства          | Екстериторијалне организације и тела | Непознато            | Непознато                     |
| Мушки  | 5                         | 0                             | 0                                    | 27                   | 27                            |
| Женски | 6                         | 0                             | 0                                    | 13                   | 13                            |
| Укупно | 11                        | 0                             | 0                                    | 40                   | 40                            |

## Познате личности
- Себастијан Лајхт (1908—2002), уметник
- Георг Полић (1928—), архитекта
- Атанасије Николић (1803—1882), математичар и писац
- Јован Берић (1786—1845), песник
- Павел Берић рођ. 1798. године, адвокат и секретар Митрополита Карловачког, бавио се писањем и превођењем

## Галерија
- Католичка црква
- Бачки Брестовац зими
- Ватрогасни торањ
- Наступ Културно-уметничког друштва